# T-DNA
T-DNA (transformujący DNA) – fragment DNA z plazmidu Ti Agrobacterium tumefaciens złożony z sekwencji prawej i lewej (w zależności od szczepów i wersji plazmidu mogą wystąpić pewne różnice): lewa sekwencja zawiera geny niezbędne do formowania tumoru kodujące enzymy szlaku biosyntezy pewnych hormonów roślinnych jak auksyny czy cytokininy, w prawej części tej sekwencji występują geny odpowiedzialne za syntezę opin.